# Aspach (Turingia)
Aspach (Thüringen) este o comună din landul Turingia, Germania.